# Мёд
Мёд — сладкий, густой, вязкий продукт, вырабатываемый пчёлами и некоторыми другими родственными насекомыми. Натуральный пчелиный мёд представляет собой частично переработанный в зобе медоносной пчелы (Apis mellifera) нектар, либо сахаристые выделения некоторых растений (медвяная роса), или некоторых, питающихся соками растений, насекомых (падь).
Мёд содержит до 20 % воды и, в зависимости от вида, 75—80 % углеводов (глюкоза, фруктоза, мальтоза, декстрин, сахароза), ферменты (диастаза, инвертаза и др.), минеральные соли и микроэлементы, а также (в незначительном количестве) витамины В1, В2, В6, Е, К, С, каротин (провитамин витамина A), фолиевую кислоту и др.
Задолго до начала производства тростникового и свекловичного сахара, мёд являлся основным подсластителем и ингредиентом в русской, европейской и большинстве других кухонь, и неизменно использовался для приготовления тех блюд, которым необходимо было придать сладкий вкус (например, для выпечки и варенья). Его потребляют все собиратели в тёплом климате, как и некоторые приматы, и, вероятно, он был частью рациона предков гоминид — возможно, ещё даже до того, как они научились контролировать огонь.
На сегодняшний день мёд продолжает оставаться полезным и востребованным продуктом питания, однако для лиц, страдающих аллергией, он и другие продукты пчеловодства — даже высококачественные — могут содержать в себе ряд аллергенов, таких как цветочная пыльца и др. Кроме того, следует избегать фальсифицированного мёда, так как подделка этого продукта всегда была широко распространена.

## Происхождение слова
Мёд известен человеку как минимум с позднего палеолита. По оценке учёных, наскальным рисункам в пещере в Восточной Испании, изображающим сбор мёда, порядка 8 тыс. лет.
Древнейшим ареалом пчеловодства является Средиземноморье. Мёд был известен индоевропейской общности ещё до её распада. Восстанавливают два древних корня, обозначавших мёд в праиндоевропейском языке: *melith и *madhu. Первый употреблялся для собственно мёда, а второй — помимо мёда, ещё и для «хмельного медового напитка» (позже в некоторых языках этот корень стал обозначать «вино»). От второго корня — *madhu — произошло и славянское *medъ, др.-рус. медъ и рус. мёд — слово, обозначающее как собственно мёд, так и медовый хмельной напиток (мёд или медовуха). Мёд в индоевропейской традиции нередко ассоциируется с божественным напитком бессмертия (амрита, амброзия и т. д.).
Существует предположение, что индоевропейцы заимствовали название мёда *madhu из семитских языков, однако эта гипотеза не разделяется учёными по фонетическим причинам.
Финно-угры заимствовали название мёда, как и саму технологию пчеловодства, у своих южных соседей индоевропейцев, а именно — из тохарских и индоиранских языков (в финском языке, например, слово для обозначения мёда раньше выглядело как mesi (сегодня выглядит как hunaja — заимствование из германских языков), в вепсском сегодня выглядит как mezi, в венгерском — méz).

## Классификация

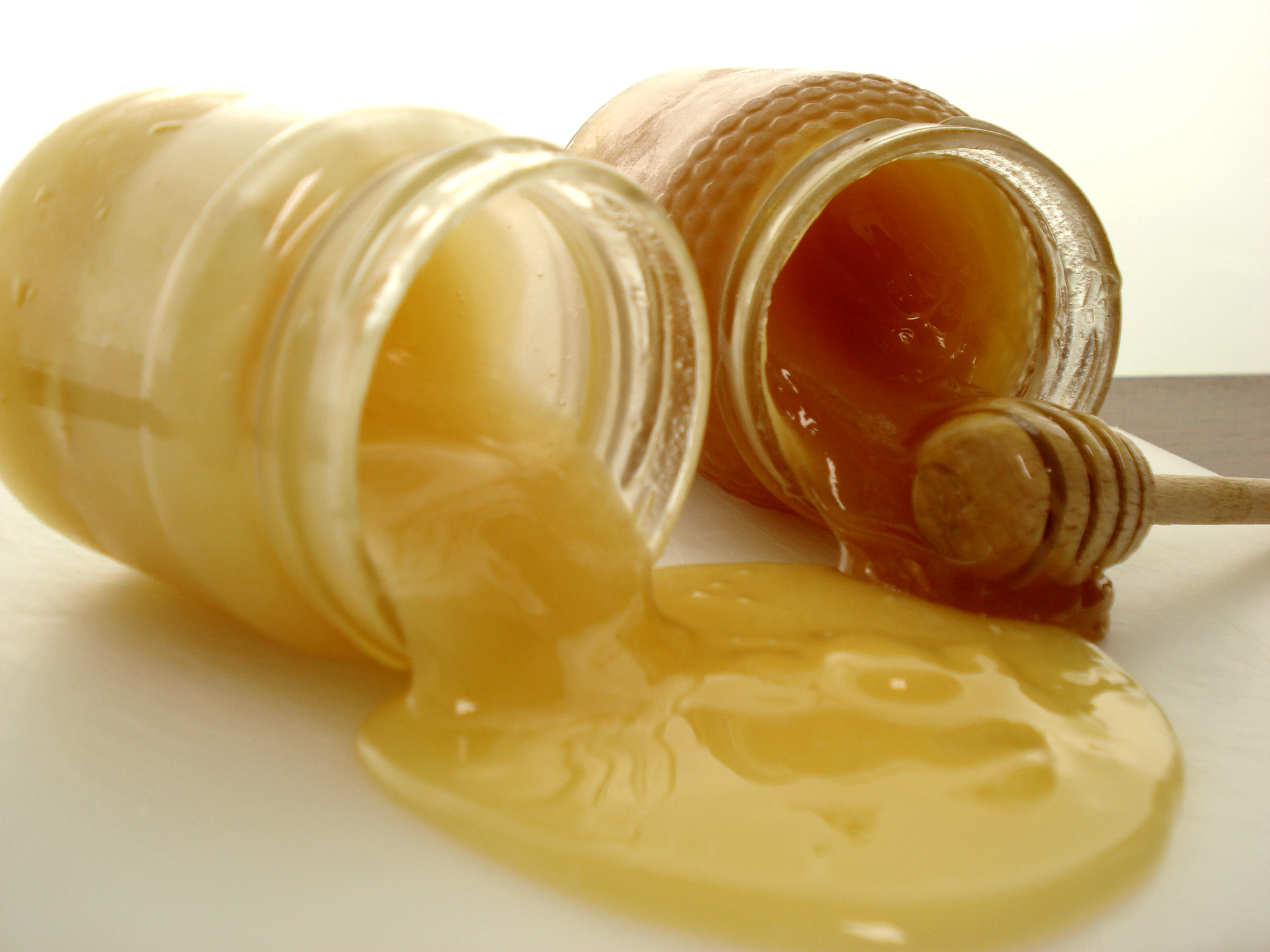
Два различных сорта мёда

«Бикорпский человек», влезающий по лианам, чтобы собрать соты с мёдом из пчелиного улья. Рисунок 8000-летней давности в одной из пещер Куэвас-де-ла-Аранья на востоке Испании

Мёд различают:
- по ботаническому происхождению
- по географическому происхождению
- по товарному виду
- по консистенции (густоте)
- по цвету и прозрачности
- по вкусу и запаху

### Виды мёда по происхождению

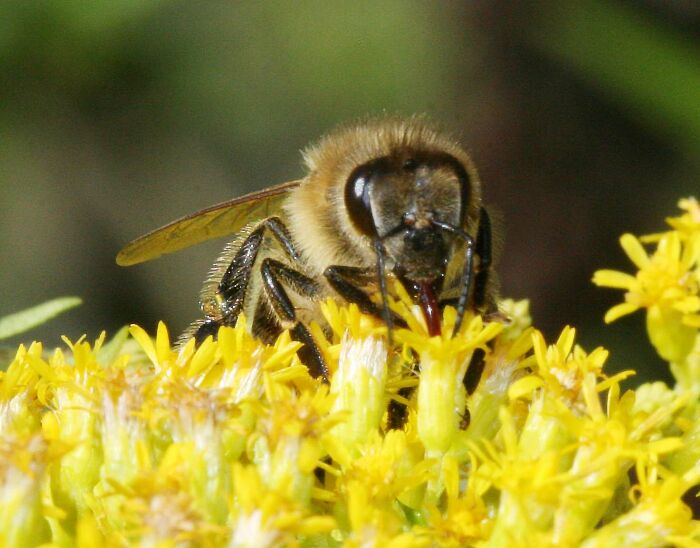
Пчела, собирающая нектар

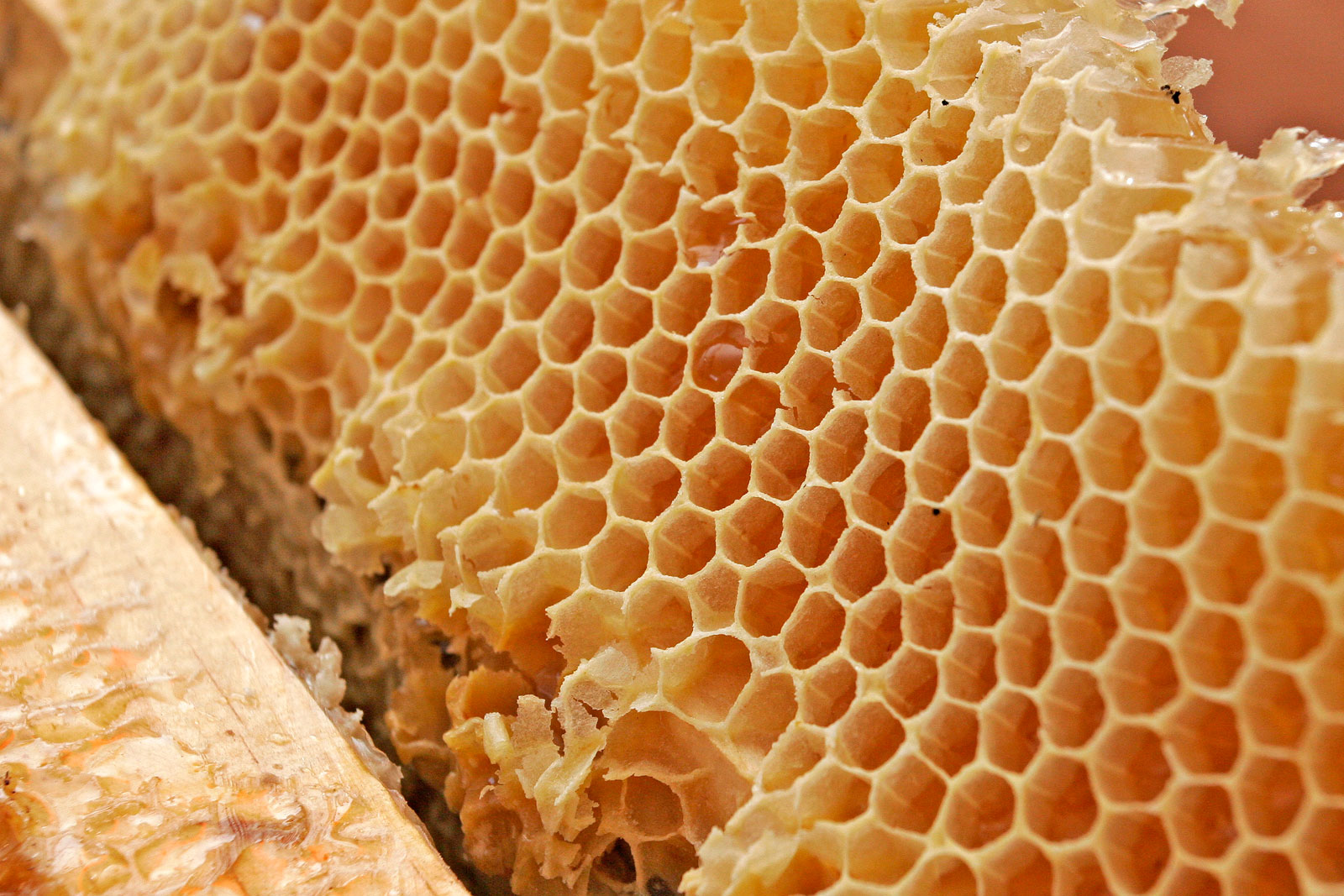
Соты с мёдом

По происхождению натуральный мёд может быть цветочный, падевый и смешанный.
- Цветочный мёд производится пчёлами в процессе сбора и переработки нектара, выделяемого нектарниками цветковых растений.
- Падевый мёд пчёлы вырабатывают, собирая падь (сладкие выделения тли и некоторых других насекомых) и медвяную росу (вы́пот сахаристого сока на листьях некоторых растений и на еловой хвое[2]) с листьев или стеблей растений. Падевый мёд содержит повышенное количество минеральных веществ, поэтому его не оставляют для зимовки пчёл: повышенное количество непереваренных веществ ведёт к быстрому переполнению кишечника пчёл. А поскольку пчёлы не испражняются в улье, ожидая тепла, то следствием употребления пади может стать понос, ослабление пчелосемьи и вспышке кишечных заболеваний (нозематоз), вплоть до гибели семей.

#### Виды цветочного мёда
В зависимости от медоносного растения, нектар которого был собран пчёлами, мёд различается по цвету, вкусу и запаху.
- Если мёд получен преимущественно с одного определённого вида медоносного растения, то после палинологической экспертизы, доказавшей преимущественное (более 45%) наличие пыльцы одного из медоносов, его называют монофлорным. Обычно ему придают название этого растения — например, липовый (достаточно 30% пыльцы), кипрейный, гречишный (30% пыльцы гречихи и более), подсолнечниковый и др.[13]
- Если пчёлы собрали нектар с разных растений, без преимущественного содержания пыльцы одного из медоносов, то такой мёд обычно называют полифлорным, или просто цветочным.

Получить мёд только с одного медоносного растения практически невозможно — рядом с пасекой обычно одновременно цветёт несколько медоносов, а при откачке вместе со свежим мёдом могут попадать старые запасы пчелиной семьи, собранные ранее с других растений, так и мёд, полученный с более мощных (медопродуктивных) медоносов, цветущих одновременно с основным медоносом.
Наиболее известные виды мёда по медоносам:
| - авокадовый мёд - апельсиновый мёд - акациевый мёд - мёд с верблюжьей колючки - вересковый мёд - гречишный (гречневый) мёд - донниковый мёд - дягилевый мёд - ивовый мёд - каштановый мёд - квиллайевый мёд | - кипрейный мёд - клеверный мёд - кленовый мёд - клюквенный мёд - кориандровый («коляндровый») мёд - лавандовый мёд - липовый мёд - лопуховый мёд - люцерновый мёд - малиновый мёд - мёд с мануки | - мелиссовый мёд - молочайный мёд - мордовниковый мёд - морковный мёд - мятный мёд - огуречный мёд - одуванчиковый мёд - осотовый мёд - пиниевый мёд - подсолнечный мёд - пустырниковый мёд | - разнотравный мёд - рапсовый мёд - резедовый мёд - розмариновый мёд - рябиновый мёд - серпуховый мёд - синяковый мёд - соссюрейный мёд - сурепковый мёд - тимьяновый мёд - эвкалиптовый мёд |

и другие.
Некоторые из перечисленных видов мёда не могут быть получены на практике из-за ранних сроков цветения соответствующих медоносов или их малого количества и низкой нектаропродуктивности, не позволяющей пчелосемье создать запасы.
Кроме перечисленных, существуют т. н. маркетинговые названия псевдонатурального мёда, якобы собранного с растений слабовыделяющих нектар: с белого лотоса, боровая матка, земляничный, кандыковый, ландышевый, облепиховый, подснежниковый, с (чайной) розы, шиповника и мн. других. Как правило, в основе таких псевдомёдов мёд с подсолнечника, краситель и вкусовая добавка.
Менее точные, но достаточно популярные названия видов мёда могут происходить по тому угодью, с которого мёд собран пчёлами:
- луговой
- полевой
- степной
- лесной
- горный
- плавневый
- таёжный

Нередко мёд называют и по географической местности, связанной с его происхождением. В России известны[кому?]:
- башкирский мёд
- дальневосточный липовый мёд
- сибирский кипрейный мёд
- алтайский мёд

### Товарный вид мёда
Качественный сотовый мёд должен иметь сплошную печатку (все ячейки запечатаны восковыми крышечками) белого или светло-жёлтого цвета.

### Виды мёда по консистенции
По консистенции, центробежный мёд может быть жидким или закристаллизовавшимся («севшим»).
- Жидкий мёд — нормальное состояние свежего мёда после откачки из сот (обычно мёд текущего пчеловодного сезона). Жидкий мёд имеет разную степень густоты (вязкости). Вязкость мёда зависит от бо́льшего или меньшего содержания в нём воды и отчасти от температуры окружающего воздуха. Жидкий мёд может получаться также нагреванием (распусканием) закристаллизовавшегося мёда, при этом могут теряться некоторые полезные свойства мёда, а также увеличивается содержание в нём оксиметилфурфурола. Слишком жидкий мёд может свидетельствовать о недостаточной выдержке его в сотах, его называют «незрелым».
- Закристаллизовавшийся («севший») мёд — образуется естественным путём из жидкого мёда. Мёд с цветов одуванчика, рапса и вереска «садится» наиболее быстро (примерно от 2—3 дней до 1 недели). Мёд с разнотравья, в зависимости от температуры хранения и медоносов, с которых он был собран, «садится» как правило через два—три месяца после откачивания из сот. Есть сорта мёда, как высокофруктозные, например, акациевый или каштановый, так и падевые и смешанные, чей процесс кристаллизации при хранении при комнатной температуре может длиться годами!  Севший мёд не теряет своих свойств в результате кристаллизации. В севшем мёде в зависимости от величины кристаллов различают крупнозернистую, мелкозернистую и салообразную садку. В крупнозернистом мёде сростки кристаллов сахара бывают более 0,5 мм в диаметре, в мелкозернистом — менее 0,5 мм, но ещё различимы невооружённым глазом. Иногда закристаллизовавшийся мёд имеет настолько мелкие кристаллы, что масса мёда кажется однородной, салообразной.

### Виды мёда по цвету, прозрачности, вкусу и запаху
По цвету мёд делят на:
- светлый,
- тёмный с многочисленными переходными оттенками от белого до красновато-коричневого.

Цвет зависит от растений, из нектара которых получен мёд: относительно светлые виды мёда получаются из соцветий липы, рапса, малины, донника, подсолнечника, акации (робинии псевдоакации и караганы), относительно тёмные — из гречихи, каштана (посевного), дягиля, молочая.
- Прозрачность жидкого мёда зависит от количества попавшей в мёд при откачке перги и частичек воска. Мёд может мутнеть и в результате начавшегося процесса его кристаллизации.
- Натуральный мёд, как правило, имеет сладкий вкус с вероятными нотками кислинки и горчинки. С выраженным послевкусием либо без оного. Резкий кисловатый привкус присущ только испорченному, забродившему мёду.
- Аромат (запах) мёда обусловливается особенностями того или иного растения. Мёд, собранный пчёлами с одного определённого растения, имеет обычно свой характерный вкус и разной интенсивности аромат. При известном опыте можно, например, безошибочно определить гречишный мёд, либо присутствие в меду гречихи. Своеобразный аромат имеет мёд липовый, бодяковый, собранный с цветков подсолнечника. Аромат смешанного мёда отличается чрезвычайным разнообразием и часто не даёт возможности определить его происхождение.

Для получения желаемого цвета и аромата разные виды мёда могут смешиваться (купажироваться). Путём взбивания из мёда получают крем-мёд, не подверженный засахариванию.

## Медицинское использование и исследования

### Раны и ожоги
Мёд — это народное средство от ожогов и других повреждений кожи. Предварительные данные свидетельствуют о том, что он способствует заживлению небольших ожогов на 4-5 дней быстрее, а также имеются данные о том, что послеоперационные инфекции, леченные мёдом, переносятся легче и с меньшим количеством побочных эффектов, чем при лечении с антисептиком и марлей. Доказательства использования мёда в различных других методах лечения ран имеют низкое качество, и нельзя сделать однозначных выводов. Не было обнаружено убедительных доказательств, что использование продуктов на основе мёда помогает при трофической язве или онихокриптозе. Управление по санитарному надзору за качеством пищевых продуктов и медикаментов одобрило несколько медовых продуктов для использования при лечении лёгких ран и ожогов.

### Антибиотик
Мёд долгое время используется в качестве местного антибиотика практикующими врачами народной медицины и фитотерапии. Антибактериальные эффекты мёда были впервые доказаны голландским учёным Бернардусом Адрианом ван Кетелем в 1892 году. С тех пор многочисленные исследования показали, что мёд обладает антибактериальной активностью широкого спектра действия против грамположительных и грамотрицательных бактерий, хотя эффективность сильно различается в зависимости от сорта мёда. Из-за размножения устойчивых к антибиотикам бактерий в последние несколько десятилетий возобновился интерес к исследованию антибактериальных свойств мёда. В настоящее время исследуются сочетания компонентов мёда, таких как метилглиоксаль, перекись водорода и роялизин (также называемый дефензином-1) на предмет возможного применения в качестве антибиотиков.

### Кашель
Кокрановский метаанализ не обнаружил убедительных доказательств за или против использования мёда для лечения хронического и острого кашля. Что касается лечения детей, систематический обзор пришёл к выводу, что доказательства от умеренных до низких показывают, что мёд помогает больше, чем отсутствие лечения, дифенгидрамин и плацебо при облегчении кашля. Мёд, по-видимому, работает не лучше, чем декстрометорфан при облегчении кашля у детей. Другие исследования также поддерживают использование мёда для лечения кашля у детей.
Британское агентство по регулированию лекарственных средств и медицинских товаров рекомендует избегать приёма безрецептурных лекарств от кашля и простуды детям младше шести лет и предлагает «домашнее средство, содержащее мёд и лимон, которое, вероятно, будет столь же полезным и безопасным». Всемирная организация здравоохранения рекомендует мёд для лечения кашля и ангины, в том числе для детей, заявляя, что нет оснований полагать, что он менее эффективен, чем коммерческое средство.

### Другое использование
Нет никаких доказательств того, что мёд полезен для лечения рака, хотя мёд может быть полезен для контроля побочных эффектов лучевой терапии или химиотерапии, используемых для лечения рака.
Употребление мёда иногда пропагандируется как средство лечения сезонной аллергии, вызванной пыльцой, но научные доказательства, подтверждающие это утверждение, неубедительны. Мёд обычно считается неэффективным для лечения аллергического конъюнктивита.
Большая часть калорий в мёде поступает из фруктозы, употребление которой в дополнение к обычному рациону приводит к набору веса. Однако при замене других углеводов на фруктозу с сохранением калорийности рациона влияния на массу тела не происходит.
Мёд обладает мягким слабительным эффектом и помогает при запорах и вздутии живота.

### Противопоказания
Мёд, как правило, безопасен при употреблении в обычных количествах с пищей, но он может вызвать нежелательные явления при чрезмерном употреблении или при взаимодействии с лекарствами, а также при наличии сопутствующих этому заболеваний. Согласно одному исследованию, примерно у 10 % детей возникают лёгкие побочные эффекты, такие как беспокойство и бессонница при чрезмерном потреблении мёда. Никаких симптомов беспокойства, бессонницы или гиперактивности не было обнаружено при употреблении мёда взрослыми в умеренном количестве. Мёд (сорта мёда) нужно внимательнее подбирать при наличии аллергии к продуктам пчеловодства, при диабете, при употреблении антикоагулянтов, используемых для остановки кровотечения, а также при прочих клинических состояниях.
Люди с ослабленной иммунной системой могут подвергаться риску бактериальной или грибковой инфекции при употреблении мёда.
У младенцев может развиться ботулизм после употребления мёда, зараженного эндоспорами Clostridium botulinum. Хотя риск, который мёд представляет для здоровья младенцев, невелик, не следует давать младенцу мёд, пока он не преодолеет годовалый возраст, после которого мёд считается безопасным. Регистрируются единичные случаи ботулизма у детей до года, находящихся на искусственном вскармливании питательными смесями, содержащими мёд. Предполагают, что споры заносятся с пылью в нектар, перерабатываемый пчёлами в мёд, который впоследствии используют в питательных смесях.

## Использование мёда для питания пчёл
Человек забирает у пчёл часть мёда, но должен оставить количество, необходимое для сохранения и развития пчелиной семьи. Кулинарная ценность различных видов мёда примерно одинакова, но для питания пчёл использование севшего и падевого мёда нежелательно, а в зимний период — совершенно недопустимо.

## Состав, качество, стандартизация, анализ

### Состав мёда
Основным компонентом мёда являются углеводы, растворённые в небольшом количестве воды:
- Фруктоза: 38,0 %
- Глюкоза: 31,0 %
- Сахароза: 1,0 %
- Вода: 13,0-20,0 %
- Другие сахара: 9,0 % (мальтоза, мелицитоза и т. д.)
- Зола: 0,17 %
- Прочее: 3,38 %

Калорийность — примерно 328 ккал на 100 грамм мёда.

### Качество и стандартизация
Существует несколько направлений оценки качества мёда и продуктов, которые называются «мёдом». Основой для оценки качества являются стандарты (национальные и международные).
- ГОСТ 19792-2001 на натуральный мёд (с 1 января 2013 года взамен ГОСТ 19792-2001 введён в действие ГОСТ Р 54644-2011 «Мёд натуральный. Технические условия», а с  30 августа 2017 года новый ГОСТ 19792-2017, с актуализацией от 01.01 2021).
- Важным показателем является диастазное число, которое регламентировано для каждой области, края, республики («Правила ветеринарно-санитарной экспертизы мёда», 1978 г.).

В США мёд оценивается по ряду характеристик, таких как содержание воды, вкус и аромат, отсутствие примесей и прозрачность. Мёд также классифицируется по цвету, хотя цвет не является критерием в шкале оценок.
В России проводятся ежегодные конкурсы с целью выявления лучших медов страны по нескольким номинациям. Оценку мёда проводят специалисты (медовые сомелье).
| Сорт       | Содержание воды | Вкус и аромат | Отсутствие примесей                                                       | Прозрачность |
| ---------- | --------------- | --- | ------------------------------------------------------------------------- | --- |
| A          | < 18,6 %        | Хорошие — имеет хорошие, приятные вкус и аромат, преимущественно цветочный, отсутствуют карамелизация, запах дыма, брожение, химические и другие причины запаха. | Почти без примесей, влияющих на внешний вид или пищевые свойства.         | Прозрачный, может содержать пузырьки воздуха, следы пыльцы и других мелкодисперсных частиц, которые не влияют на внешний вид. |
| B          | < 18,6 %        | Достаточно хорошие — практически без карамелизации, без запаха дыма, брожения.                                                                                   | Незначительные — несущественно влияют на внешний вид и вкусовые качества. | Практически прозрачный — может содержать пузырьки воздуха, пыльцу и другие мелкодисперсные частицы, которые не влияют на вид. |
| C          | < 20,0 %        | Достаточно хорошие — практически без карамелизации, без запаха дыма, брожения.                                                                                   | Незначительные — несущественно влияют на внешний вид и вкусовые качества. | Практически прозрачный — может содержать пузырьки воздуха, пыльцу и другие мелкодисперсные частицы, которые не влияют на вид. |
| Некондиция | > 20,0 %        | некондиция | некондиция                                                                | некондиция |

### Анализ мёда

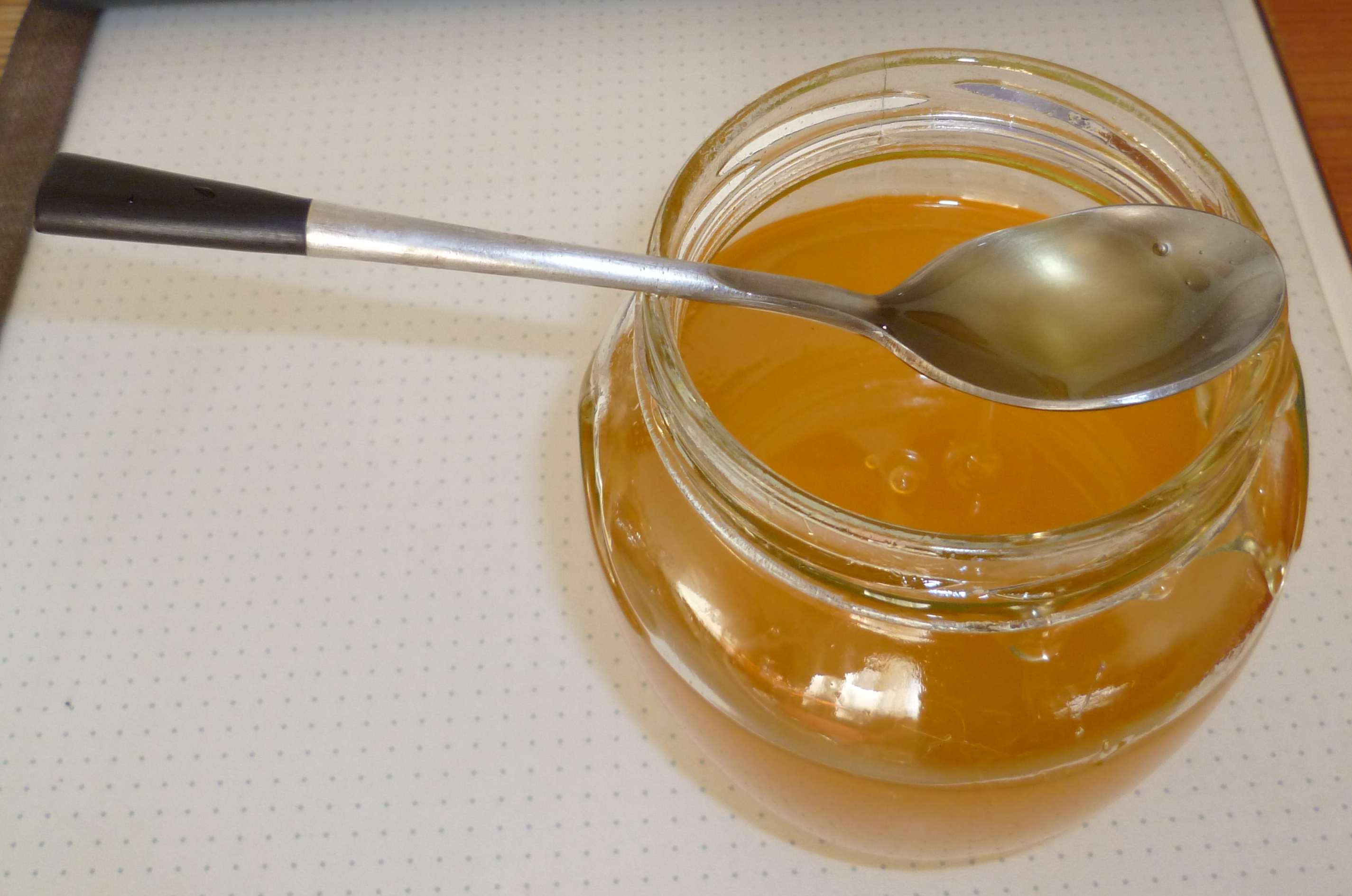
Банка с мёдом

Определение качества мёда проводят комплексно, путём химического анализа, с помощью физико-химических методов, при помощи микроскопии, органолептически. Чаще всего определяют следующие показатели:
- наличие нерастворимых веществ
- количество пыльцевых зёрен, реже определяют виды пыльцы растений (пыльцевой анализ[44])
- содержание воды
- содержание минеральных веществ
- содержание сахаров
- активность диастазы[англ.]* (позволяет сделать выводы о соблюдении условий и длительности хранения)
- кислотность
- концентрации опасных и токсических веществ (антибиотики, пестициды, радионуклиды)
- концентрация оксиметилфурфурола
- электропроводность

По ГОСТ 19792-2001 контроль качества производится по:
- органолептическим признакам:
  - (аромат — приятный, от слабого до сильного, без постороннего запаха;
  - вкус — сладкий, приятный, без постороннего привкуса);
- физико-химическим показателям (в процентах к безводному веществу):
  - восстанавливающие сахара — не менее 82,
  - сахароза — не более 6,
  - диастазное число — не менее 7 единиц Готе,
  - оксиметилфурфурол — не более 25 мг на кг мёда;
  - недопустимы признаки брожения, механические примеси.

### Некачественный мёд
Оценка качества (дегустация) мёда проводится специалистами по органолептическим признакам и по его химическому составу.
При несоблюдении условий производства качество продукта может существенно ухудшаться. Отметим некоторые причины ухудшения качества:
Попадание в мёд пестицидов с полей, химических веществ, предназначенных для борьбы с варроатозом, и других посторонних веществ.
Попадание радионуклидов из зон радиационного загрязнения.
Попадание в мёд антибиотиков из ветеринарных препаратов.
Попадание солей тяжелых металлов при пчеловодстве в местах загрязненных отходами металлургических предприятий и свалок шлака.
По оценкам «Роскачества» в 2024 году сообщается, что около 80% меда на российском рынке фальсифицировано. Под фальсификацией подразумевается замена меда сахарным сиропом или использование незрелого меда, подвергнутого перегреву.

### Ядовитый мёд
Часты случаи отравления людей после употребления мёда, собранного пчёлами с ядовитых растений семейства вересковых — в роде вереска, рододендрона, азалии, багульника, болиголова, кориарии (Coriaria arborea), олеандра и трёхкрыльника (Tripterygium wilfordii Hook F). Достаточно редким явлением является мед из конопли, белены, наперстянки, пиериса японского. В ядовитом мёде были обнаружены типичные фитотоксины, такие как граянотоксины, триптолиды, тутин и пирролизидиновые алкалоиды. Этот мёд вызывает головную боль, рвоту, потемнение в глазах, а иногда — и обморочное состояние. Тем не менее самым опасным источником «пьяного мёда» являются некоторые виды рода Дельфиниум. Отравление таким мёдом сначала вызывает усталость, тошноту, затем возникают симптомы, схожие с симптомами сильного алкогольного опьянения. Обычно после нескольких дней отравление начинает спадать, однако в тяжёлых случаях возможны остаточные последствия.
Впервые массовое отравление мёдом описал древнегреческий полководец и писатель Ксенофонт в своём сочинении «Анабасис Кира» (др.-греч. Κύρου Ἀνάβασις). В главе VIII Книги IV он описывает эпизод, когда воины, поев в Колхиде мёда, заболели:

Эллины, взойдя на гору, расположились в многочисленных деревнях, полных съестных припасов. Здесь, вообще говоря, не было ничего необыкновенного, кроме большого числа ульев, и все солдаты, вкушавшие мёд, теряли сознание. Их рвало, у них делался понос, и никто не был в состоянии стоять на ногах, но съевшие немного мёда походили на сильно пьяных, а съевшие много — на помешанных или даже умирающих. Такое множество их лежало на земле, словно эллины потерпели здесь поражение в бою, и всеми овладело уныние. На следующий день, однако, никто не умер и приблизительно в тот же час (когда они накануне поели мёда) больные стали приходить в себя. На третий и четвёртый день они встали, словно выздоровевшие после отравления.

## Искусственный мёд
Искусственный мёд состоит из концентрированного раствора инвертного сахара, полученного методом кислотного гидролиза сахарозы. Консистенция сиропообразная. Может засахариваться самостоятельно, либо этот процесс ускоряют добавлением зародышевых кристаллов сахара или натурального мёда. Для подкрашивания используют нафтол. Ароматизируют синтетической медовой эссенцией или пчелиным мёдом. В искусственном мёде содержится воды не более 22 %, сахарозы не более 30 %.
См. также: Арбузный мёд (нардек), Грушевый мёд.

## Мировой рынок мёда

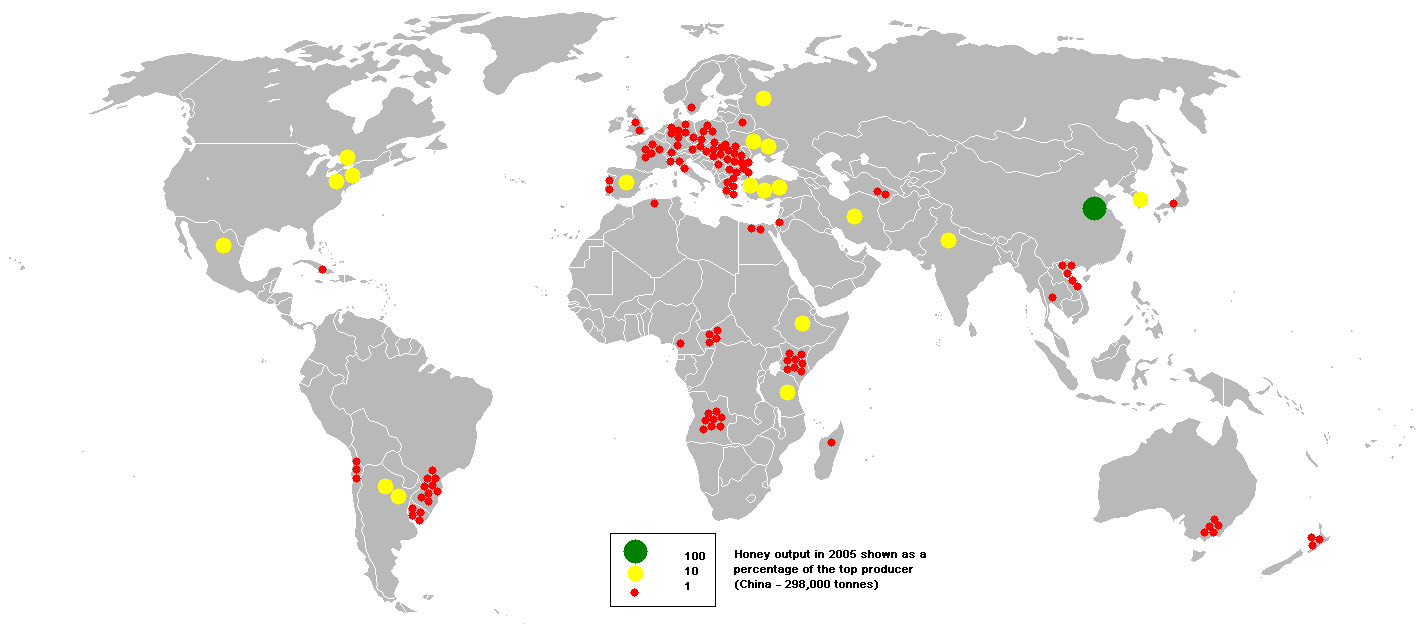
Крупнейшие мировые производители мёда

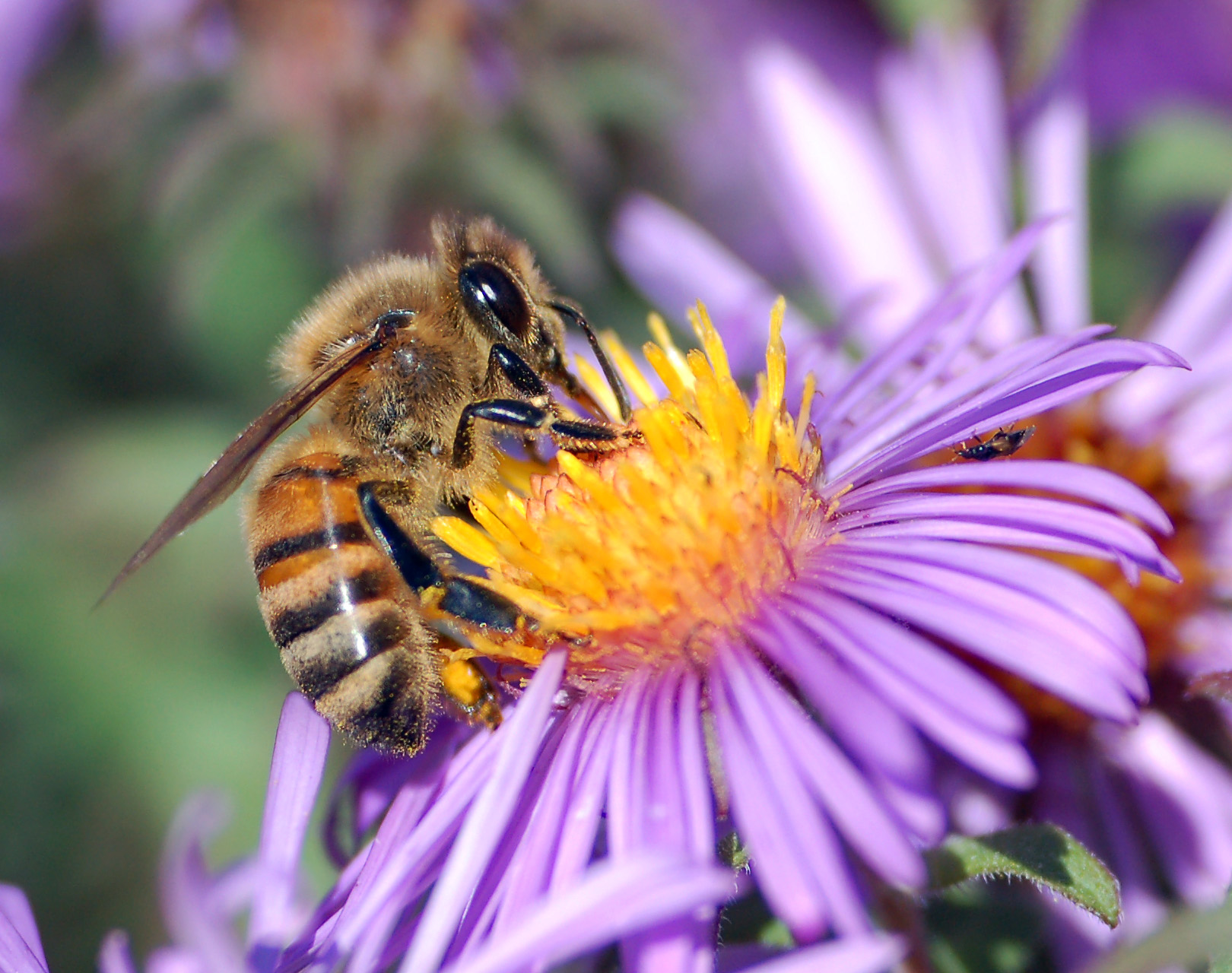
Пчела собирает нектар с цветка астры

Мировой рынок мёда — один из наиболее глобализированных рынков продовольствия: из производимых в мире 1,4 млн т мёда на экспорт отправляется около 400 тыс. т. Мёд — один из наиболее часто фальсифицируемых пищевых продуктов, так как он в 5—10 раз дороже сахара и других подсластителей. В то же время мёд, произведённый с нарушением санитарных норм (прежде всего, норм применения ветеринарных препаратов), может быть опасен для здоровья, из-за чего с середины 1990-х годов неуклонно ужесточаются международные требования к чистоте мёда.
Большинство развитых стран импортируют мёд, так как не в состоянии обеспечить им своих граждан за счёт собственного производства. Главные импортёры мёда — США, Германия и Япония — ежегодно импортируют до 250 тыс. т мёда. Страны-члены ЕС в совокупности импортируют 140—150 тыс. т.
Четвёрка ведущих производителей мёда за 2013 год (по данным Продовольственной и сельскохозяйственной организации ООН (FAO)): на первом месте КНР, на втором — Турция, на третьем — Аргентина, на четвёртом — Украина. По данным Всемирной Ассоциации пчеловодческих организаций, на первом месте находится КНР, на втором — США, на третьем — Аргентина, на четвёртом — Турция, на пятом — Украина, на шестом — Мексика, на седьмом — Россия.

## В культуре

### Символика
Мёд — продукт, имеющий широкое ритуальное применение, символ бессмертия, плодородия, здоровья, благополучия, красоты, счастья, «сладости» жизни; его называют пищей богов и эликсиром жизни. Используется в похоронной, свадебной, родинной, календарной обрядности и в народной медицине. Благодаря семантической связи с пчёлами и воском мёд имеет также христианскую символику. Медовые соты были пищей Иоанна Крестителя в пустыне, являются его атрибутом.
В античные времена мёд считался у древних даром неба, поскольку считалось, что пчёлы собирают его из утренней росы. В Ветхом Завете утренняя сладковатая роса на некоторых деревьях называлась «диким мёдом». Использовался в качестве жертвы божествам в похоронных обрядах. Мёд играл у древних гораздо большую роль, чем в современное время, так как заменял для них сахар. Из него приготовляли и вино, которое так высоко ценилось римлянами, что им угощались победители во время триумфа.
Морализаторская притча повествует о том, как младенец Купидон был ужален пчелой в тот момент, когда пытался украсть мёд из улья. Он изображён стоящим рядом с Венерой, весь в слезах, с сотами дикого мёда в руках, а вокруг него летают пчёлы. Мать строго говорит ему, что раны, которые он наносит другим, гораздо болезненнее.
В раннехристианской церкви существовала традиция причащать новокрещёных молоком и мёдом. Это причастие должно было напоминать о сладости рая, который осмыслялся к категориях обетованной земли, «где течёт молоко и мёд» (Исх. 3:8). 57-е правило VI Вселенского собора (680 год) осудило эту традицию, запретив приносить к алтарю мёд и молоко.

### Упоминания в религиозных текстах
- Множество упоминаний о мёде содержится в Библии[58][59], где мёд и медовые соты обретают аллегорическое значение. Выражение «уста, источающие мёд» употреблялось в значении «речь, приятная для слуха». Например, в Книге притч Соломоновых говорится о том, что приятная речь похожа на сотовый мёд, который сладок для души (Прит. 16:24).
- В Коране, сура «Пчёлы»: «Из брюшков пчёл исходит питьё разных цветов, которое приносит людям исцеление. Воистину, в этом — знамение для людей размышляющих».
- Пророк Мухаммад призывал: «Будьте особенно внимательны к двум лекарствам: мёду и Корану» (хадис от Ибн Масуда; св. х. Ибн Маджа (№ 3452) и аль-Хакима).

### Славянские традиции
В русском языке существует множество фигур речи, связанных с мёдом. Согласно старинным апокрифам, райские реки текут молоком и мёдом; от корня мирового древа исходят 12 молочных и медовых источников. По сербским верованиям, мёд получается из утренней росы и зари как дар богов, он разлит по цветам и листьям, и его собирают пчёлы. Как божественный напиток его, так же, как и молоко, никогда не одалживали, поскольку это опасно для обеих сторон, но давали даром или продавали; запрещалось давать мёд и воск цыганке, разливать его и бросать на землю воск (хорв.). Бытует убеждение, что дьявол ест всё, кроме мёда, и не терпит запаха воска (Хомолье, Сербия).
Мёд считается любимой пищей душ умерших. В похоронной обрядности мёд едят как самостоятельное блюдо, с ним готовят кутью, коливо, канун (хлеб, накрошенный в воду, подслащённую мёдом), сыту (разведённый в воде мёд), кисель, мажут мёдом блины, ритуальные хлебы и лепёшки, добавляют мёд в пиво и брагу. У восточных славян первый горячий блин, смазанный мёдом, клали на лавку в головах умершего, на окно или божницу. После похорон старицы всю ночь караулят душу умершего, поставив на стол сыту; верили, что душа прилетит в образе мухи и будет пить приготовленный для неё напиток.